# Batalla de Moscú (1612)
Se conoce como batalla de Moscú de 1612 a una serie de enfrentamientos bélicos, ocurridos entre el 1 y el 3 de septiembre de ese año en el marco general de la Guerra Polaco-Moscovita (1605-1618). Las fuerzas militares enfrentadas en el conflicto, eran la Mancomunidad de Polonia-Lituania, por una parte, y el Zarato Ruso, por la otra. Vale decir, que los polaco-lituanos fueron encabezados por el Hetman lituano Jan Karol Chodkiewicz, en tanto que los rusos fueron guiados por Dmitri Pozharski.
El enfrentamiento finalizó con una victoria táctica del Zarato.

## Primera batalla
El 1 de septiembre de 1612, las fuerzas polaco-lituanas, intentaron infructuosamente quebrar el cerco del Kremlin de Moscú, y también rescatar las guarnición dirigida por Mikołaj Struś (Mikołaj Struś), de la Mancomunidad que había sido apresada allí. Para lograr esto, los polaco-lituanos, atacaron desde el oeste, y yendo hacia los suburbios moscovitas. Los húsares polacos, respaldados por polacos, húngaros e infantería alemana, consiguieron romper las líneas rusas. Al mismo tiempo, y sin embargo, el flanco derecho de los polaco-lituanos se vio expuesto y a merced de los rusos, de modo que de inmediato los cosacos del Don, dirigidos por Dmitri Trubetskói (Dmitry Troubetskoy) de la Casa de Trubetskói, se percataron al respecto. Así, la caballería de estos últimos atacó generando una dispersión de sus contrincantes. Asimismo, las unidades de la Mancomunidad apresadas en el Kremlin, intentaron arremeter en contra de las posiciones rusas, lo cual, sin embargo, no les dio resultado.
En ese día, ambos bandos perdieron aprox. 1.000 soldados.

## Segunda batalla
El día 3 de septiembre, Chodkiewicz determinó asaltar la capital rusa por el flanco meridional de esta, llamado Zamoskvoréchie (Замоскворечье (исторический район)), barrio tras el río Moscova. Durante el asedio, 600 infantes húngaros lograron alcanzar las murallas del Kremlin; estos magiares eran seguidos por las principales unidades de la Mancomunidad, cuyo ataque fue detenido en las estrechas calles de Zamoskvoréchie.
Luego del contraataque ruso, y de la orden de retirada para los atacantes, las huestes del Hetman Chodkiewicz se redujeron en cientos de hombres.